# Mesochorus picticrus
Mesochorus picticrus är en stekelart som beskrevs av Thomson 1886. Mesochorus picticrus ingår i släktet Mesochorus och familjen brokparasitsteklar. Inga underarter finns listade i Catalogue of Life.